# Massone (Arco)
Massone (Masón nella parlata locale) è una frazione del comune di Arco in provincia autonoma di Trento.
Si trova a nord-est del centro storico di Arco sulla sponda sinistra del fiume Sarca alle pendici del Monte Stivo.

## Monumenti e luoghi d'interesse

### Architetture religiose
- Chiesa di San Giovanni Evangelista, attestata nel XVI secolo.

### Architetture civili
- Casa Caproni, situata nel centro del paese, è la casa natale di Gianni Caproni, imprenditore e pioniere dell'aviazione italiana.

### Cave di oolite
Sopra al paese, presso il Bosco Caproni, ci sono i resti delle cave di oolite, chiamata in passato "Il Bianco di Arco". Si tratta di una pietra statuaria, che veniva utilizzata soprattutto per portali, fontane e statue dato che è facilmente lavorabile, oltre che per realizzare acquedotti.
Con la pietra estratta dalle cave sono state realizzate statue che ornano il ponte Taro a Parma,  la fontana di Piazza Duomo a Trento, alcune statue che si trovano nella Collegiata di Arco e la statua del Mosè che si trova nella piazza di Arco.
Ci sono le cave basse (dossi di Vastrè) e le cave alte presso la sommità del dosso di Patone

### Sito d'arrampicata

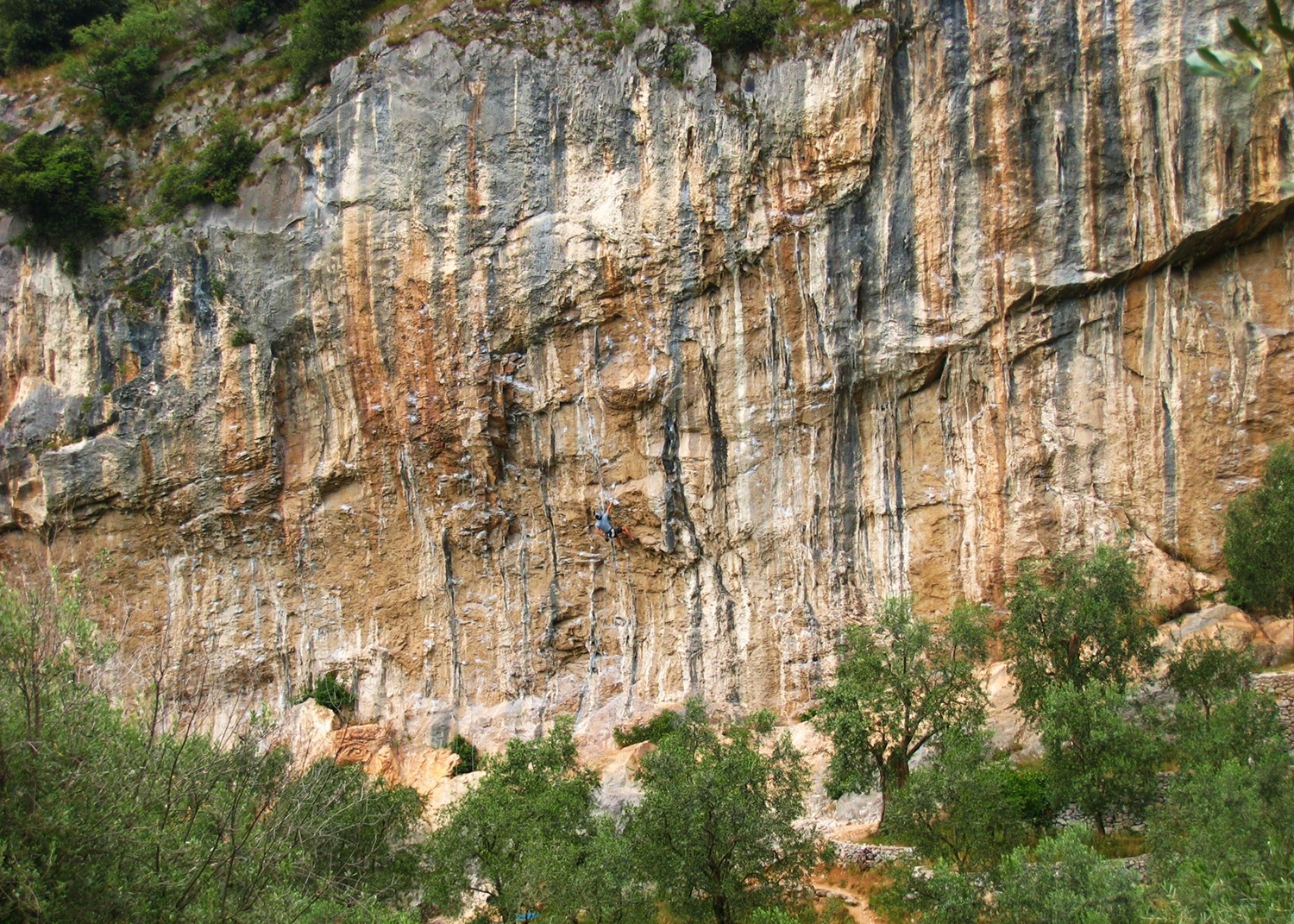
Una parete della falesia Policromuro

Vicino al paese è presente un grande sito d'arrampicata su calcare, con circa 150 vie prevalentemente verticali e strapiombanti, noto come Policromuro (nome dato alla falesia da Giovanni Groaz e Palma Baldo, primi a scoprirne le potenzialità nella prima metà degli anni '80). La falesia è raggiungibile anche dalla più vicina frazione San Martino.

#### I settori
Il sito è diviso in tre settori:
- Basso
- Valletta
- Pueblo

#### Le vie
Le vie più difficili:
- 9a/5.14d:
  - Underground - 1998 - Manfred Stuffer
- 8c/5.14b:
  - Reini's Vibes - François Legrand
  - X-Large - Stefan Fürst